# Ferienheim Bergkristall: Das ist ja zum Kinderkriegen
Das ist ja zum Kinderkriegen ist der vierte Schwank in drei Akten der Reihe Ferienheim Bergkristall. Er wurde am 31. Dezember 1986 zum ersten Mal im Ersten Programm des Fernsehens der DDR ausgestrahlt.

## Handlung
Vor drei Jahren entstandene Fotos, die bei der Fotografin Frl. Fitzmann nicht abgeholt wurden, stiften jede Menge Verwirrung unmittelbar vor dem Silvesterfest. Die darauf abgebildete Dame mit dem Namen Rosi wird von Hugo Stieglitz und Alois Wachtel als Geliebte des Heimleiters Oberpichler ausgegeben, um den ewigen Junggesellen endlich zu verheiraten. Als diese Dame dann tatsächlich erscheint, spitzen sich die Ereignisse zu. Doch am Schluss wendet sich alles zum Positiven und gemeinsam wird im Ferienheim der stimmungsvolle Jägerball zu Silvester gefeiert. Zur selben Zeit hilft Alois Hans-Günter, Vater zu werden.